# Jacques Delcuvellerie
Jacques Delcuvellerie, né le 26 mars 1946 à Lille, en France, est un homme de théâtre, metteur en scène, pédagogue, auteur et acteur français résidant en Belgique.

## Biographie
Jacques Delcuvellerie est diplômé en arts plastiques de l’École supérieure des arts Saint-Luc à Tournai, a étudié à  l'Institut de hautes études des communications sociales (IHECS) à Tournai avant d'obtenir un master Théâtre et techniques de communication auprès de l'Institut national supérieur des arts du spectacle et des techniques de diffusion (INSAS) de Bruxelles).
Il a consacré l’essentiel de son activité au Groupov dont il est le fondateur et directeur artistique depuis 1980. Ce collectif international et pluridisciplinaire a pris en janvier 1995 la dénomination de Centre Expérimental de Culture Active, indiquant par là que ses recherches et créations n'étaient pas limitées au champ théâtral.
Le parcours de réflexions théoriques et d'expériences du Groupov est retracé par Jacques Delcuvellerie dans l'ouvrage " Sur la limite, vers la fin. Repères sur le théâtre dans la société du spectacle à travers l'aventure du Groupov  (roman)".
Il a enseigné l'art dramatique et l'histoire des spectacles pendant plus de 40 ans à l'École supérieure d'acteurs du Conservatoire royal de Liège (ESACT) où il a notamment créé « le Studio », lieu d'expérimentation pédagogique,,.
Il fut également professeur à l'Institut national supérieur des arts du spectacle et des techniques de diffusion (INSAS).

## Théâtre

### Metteur en scène
- 1977 : La Ronde d'après Arthur Schnitzler, le Centre de recherches et formation théâtrales de Wallonie en collaboration avec le Théâtre Expérimental de Belgique.
- 1978 : Jean Prolo de Richard Kalisz, Théâtre-Fondation Jacques Gueux / Théâtre du Nouveau Gymnase (Liège).
- 1981 : Il y a des événements tellement bien programmés qu'ils sont inoubliables avant même d'avoir eu lieu, création collective Groupov / Ans-Palace (Liège) / Plan K (Bruxelles).
- 1983 : Il ne voulait pas dire qu'il voulait le savoir malgré tout, création collective Groupov / l'Ensemble Théâtral Mobile (Bruxelles).
- 1984 : Comment ça se passe , création collective Groupov / Théâtre de la Place (Liège) / Communauté française de Belgique.
- 1987 : Koniec (genre théâtre), le Groupov / Théâtre de la Place (Liège).
- 1988 : Rivage à l'abandon, Matériau-Médée, Paysage avec Argonautes, trilogie d'Heiner Müller, Ans-Palace (Liège).
- 1990 : La Nonne sanglante , théâtre de marionnettes Al Botroûle, Liège
- 1991 : L'Annonce faite à Marie de Paul Claudel, le Groupov / Théâtre de la Place / Communauté française de Belgique. Premier volet du triptyque "Vérité".
- 1992 : Trash (A Lonely Prayer), écriture Marie-France Collard et Jacques Delcuvellerie. Le Groupov / Atelier Sainte-Anne (Bruxelles). Second volet du triptyque "Vérité".
- 1993 : La grande imprécation devant les murs de la ville de Tankred Dorst. Le Groupov / Théâtre de la Place (Liège). Étape sur le chemin de La Mère
- 1994 : Penthy 2 de Francine Landrain d'après Heinrich von Kleist, le Groupov / Kunstenfestivaldesarts.
- 1995 : La Mère de Bertolt Brecht, le Groupov / Théâtre de la Place (Liège) / Théâtre National (Bruxelles). Troisième volet du triptyque Vérité
- 1995 : Les Boulingrins de Georges Courteline et Café-concert, Théâtre Le Public (Bruxelles).
- 1996 : Andromaque de Jean Racine. Théâtre de la Place (Liège) / Théâtre National (Bruxelles).
- 1997 : Ubu/Lulu/Stein (ou le metteur en scène en pédagogue), le Groupov / Théâtre de la Place (Liège).
- 1997 : Ubu Roi d'Alfred Jarry. Théâtre de Poche (Bruxelles)
- 1998 : Le Barbier de Séville de Beaumarchais. Théâtre de la Place (Liège).
- 1999 : Rwanda 94 de Marie-France Collard, Jacques Delcuvellerie, Yolande Mukagasana, Jean-Marie Piemme et Mathias Simons. Le Groupov / Théâtre de la Place / Théâtre National (Bruxelles).
- 2000 : Un grand homme, création collective. Compagnie Pi 3,14 / Théâtre Le Public.
- 2001 : Discours sur le colonialisme d'Aimé Césaire. Le Groupov / Festival de Liège.
- 2001 : L'École des femmes de Molière. Atelier Théâtre Jean Vilar / Théâtre National (Bruxelles).
- 2005 : Anathème, le Groupov / Théâtre National (Bruxelles) / le Festival d'Avignon /  KunstenFestivaldesArts et le Théâtre de la Place (Liège).
- 2005 : La Mouette d'Anton Tchekhov. Théâtre National (Bruxelles) / manège.mons-Centre Dramatique / le Groupov / et le Nouveau Théâtre d'Angers.
- 2007: Bloody Niggers ! de Dorcy Rugamba. Festival de Liège / le Groupov / Théâtre National (Bruxelles).
- 2009 : In praise of Arlette Dupont, auteur et interprète Jacques Delcuvellerie, le Groupov / Festival de Liège / Théâtre National (Bruxelles).
- 2010 : Un Uomo Di Meno de Jacques Delcuvellerie, le Groupov / Théâtre de la Place (Liège) / Théâtre National (Bruxelles).
- 2011 : Dirty week-end d'Helen Zahavi. Le Groupov / Festival de Liège / Théâtre National (Bruxelles).
- 2013 : La Cantate de Bisesero, composition et direction musicale de Garrett List, texte de Jacques Delcuvellerie et Mathias Simons. Théâtre de la Place (Liège) / Théâtre National (Bruxelles). Dernière partie de Rwanda 94, nouvelle création en octobre 2013 à la Maison des Métallos à Paris.
- 2015 :L'impossible neutralité de Raven Ruëll et Jacques Delcuvellerie, le Groupov / Festival de Liège / Théâtre National (Bruxelles) / Koninklijke Vlaamse Schouwburg (KVS) (Bruxelles) / La Chaufferie Acte1 (Liège).

### Acteur
- 1981 : Il y a des événements tellement bien programmés qu'ils sont inoubliables avant même d'avoir eu lieu, création collective du Groupov, Ans-Palace (Liège).
- 1983 : Il ne voulait pas dire qu'il voilait le savoir malgré tout, création collective du Groupov, l'Ensemble Théâtral Mobile.
- 1984 : Comment ça se passe, Groupov / Théâtre de la Place (Liège).
- 1987 : Koniec (genre théâtre), Groupov / Théâtre de la Place (Liège).
- 1993 : Belgicae d'Anita Van Belle, mise en scène de Virginie Jortay, Théâtre 140 (Bruxelles).
- 2009 : Amerika de Claude Schmitz, Théâtre de la Place (Liège).
- 2010 : Un Uomo Di Meno de Jacques Delcuvellerie, le Groupov / Théâtre de la Place (Liège)  / Théâtre National (Bruxelles).
- 2014 : Waste Land, film de Pieter Van Hees. Jacques Delcuvellerie interprète : Henri Géant.

### Pédagogue
Au sein de la Session expérimentale d'art dramatique , créée en 1970 au Conservatoire royal de Liège par René Hainaux et Max Parfondry, Jacques Delcuvellerie entame une série de séminaires et ateliers dont, notamment, Le montage du premier  acte de Phèdre dans une lecture structuraliste (1971). À partir de 1976 il devient chargé de cours du professeur René Hainaux ,  au Conservatoire royal de Liège,. Il deviendra lui-même en 1993 professeur d'Art dramatique au Conservatoire royale de Liège (aujourd'hui ESACT ) et conjointement, à partir de 2002, professeur d'Histoire des spectacles. 

### Auteur
- 1987 : Koniec (genre théâtre) avec Francine Landrain et François Sikivie.
- 1992: Trash (A Lonely Prayer) avec Marie-France Collard.
- 1999: Rwanda 94 avec Marie-France Collard, Jean-Marie Piemme, Yolande Mukagasana et Mathias Simons.
- 2010: Un Uomo Di Meno.
- 2015: L'impossible neutralité avec Raven Ruëll.

## Mise en scène d'opéra
- 1992 : Medeamaterial de Pascal Dusapin (compositeur) et Heiner Müller (librettiste). Création mondiale au Théâtre royal de la Monnaie. Direction de Philippe Herreweghe

- 1992: Dido and Aeneas d'Henry Purcell (compositeur), Tate Nahum (librettiste) et Vergilius (inspirateur). Théâtre royal de la Monnaie. Direction de Philippe Herreweghe .

## Publications
- Groupov. Histoire d'un parcours, Jacques Delcuvellerie, éditions Théâtre & Publics, Liège mai 2023.
- Le Groupov vers une solution imparfaite. Revue Anagnórisis. Revista de investigacion teatral nº. 14, diciembre de 2016.

- Une transgression impérative et pondérée, intervention au colloque international: Un art documentaire: enjeux esthétiques, politiques et éthiques. Université Paris-Sorbonne - Centre universitaire de Clignancourt- 5 juin 2015.

- Le hiéroglyphe humain tend à s'effacer, intervention au colloque international: Le corps en scène. L'acteur face aux écrans. Sorbonne Nouvelle - Paris 3, juin 2015.

- Sur la limite, vers la fin. Repères sur le théâtre dans la société du spectacle à travers l'aventure du Groupov  (roman) par Jacques Delcuvellerie, préface de Georges Banu et Jean-Marie Piemme, complété par Francine Landrain et Marie-France Collard[13], Alternatives théâtrales / Groupov, Bruxelles, 2012, p. 432.

- De l'usage du témoignage en scène, Études théâtrales 51-52/2011 "Le geste de témoigner. Un dispositif pour le théâtre" - 2011 Jacques Delcuvellerie, entretien avec Fabien Dariel.
- Réel, fiction, hallucination: le combat avec l'ange, Études théâtrales 50 / Usage du "document" - 2011.
- Collectivité de création et création collective, Scènes n°32 - 2011. Avec Marie-France Collard.
- Les arts de la scène, révélateurs de la société contemporaine ?, "Franchir les murs, jeter des ponts. Création et expression culturelles au service de la société", colloque multidisciplinaire. Université de Namur, le 16 novembre 2010, François Bodart éd. - 2010.
- Et cette nostalgie est révolutionnaire, intervention au colloque Prospero à Tampere (Finlande) en octobre 2010.
- Vers une fabrique de spectres, "La violence dans l'information télévisée", publication du ministère de la Communauté française, Études théâtrales 46 - 2009.
- Transmettre « à contre-courant », Alternatives théâtrales n° 98, Créer et transmettre - 2008. Entretien avec Jacques Delcuvellerie réalisé par Bernard Debroux.
- Poétique du soulèvement, revue Mouvement no 43 - 2007. Entretien avec Jacques Delcuvellerie réalisé par Jean-Louis Perrier.
- Les chants des hommes sont plus beaux qu'eux-mêmes, Alternatives théâtrales no 94-95 - 2007. Entretien avec Jacques Delcuvellerie réalisé par Bernard Debroux.
- L'effort de la fiction, revue OutreScène no 11 - 2007.
- Partager le même sang, Alternatives théâtrales 88 - 2006. Entretien avec Jacques Delcuvellerie réalisé par Bernard Debroux.
- Rwanda 94, une tentative, revue Europe no 926-927 - 2006.
- La résistible ascension du gladiateur, Études théâtrales 26 - 2003.
- Le Chœur des Morts, Alternatives théâtrales no 76-77 - 2003.
- Le collectif: un désaccord, Études théâtrales 26 - 2003.
- Pas de refuge pour Cassandre, revue Mouvement - 2003.
- Le Jardinier, Alternatives théâtrales no 70-71 - 2001.
- La question de la question de la Vérité, Alternatives théâtrales 67/68 - 2001. Entretien avec Jacques Delcuvellerie réalisé par Benoît Vreux.
- Le chemin du sens, Alternatives théâtrales 67/68 - 2001.
- Le Chœur des prières solitaires, Alternatives théâtrales 67/68 - 2001.
- Tendre vers Brecht, Alternatives théâtrales 67/68 - 2001.
- De la maladie une arme, Alternatives théâtrales 67/68 - 2001.
- Jacques Delcuvellerie en quête de réalité, un spectacle-réparation, revue Mouvement - 2001. Entretien avec Jacques Delcuvellerie.
- C'était un million de fois une personne, Quarto no 73, La volonté de l'autre - 2000. Avec Marie-France Collard.
- Trouver des méthodes pour entrer par effraction en nous-même, Alternatives théâtrales no 62 - 1999. Entretien avec Jacques Delcuvellerie réalisé par Julie Birmant et Nancy Delhalle.
- Et en rentrant à la maison, j'ai dit: "J'ai été au paradis", Scènes no 1 - décembre 1998. Entretien avec Jacques Delcuvellerie réalisé par Corine Rigaud.
- Chevaucher le tigre, Le temps du théâtre / Actes Sud, 1997. Entretien avec Jacques Delcuvellerie réalisé par Benoît Vreux.
- Parcours du Groupov: vérité et théâtre, théâtre et vérité, Les Cahiers du DAJEP no 28 - 1996.
- Nous ne sommes pas encore les contemporains de Galilée, revue Rue des Usines, Bruxelles, 1995, n°26/27.
- Une vision, Cahiers Groupov Trash, Edition Groupov en co-édition avec La Rose des Vents, Namur 1993.
- L'invention d'une méthode, Cahiers Groupov Trash, Edition Groupov en co-édition avec La Rose des Vents, Namur 1993.  Entretien avec Jacques Delcuvellerie réalisé par Benoît Vreux.
- "Je veux serrer dans mes bras la beauté qui n'a pas encore paru au monde", Alternatives théâtrales no 38 - 1991.
- A celle qui écrit Lulu/Love/Live (Cinq Conditions pour Travailler dans la Vérité), Collection Papier Journal. Editions du Cirque Divers, Liège 1988.
- Tradition / Trahison, Alternatives théâtrales no 28, Théâtre passion, proposé par le Groupov alors composé d'une dizaine de membres, artistes et non artistes. Entretien avec Jacques Delcuvellerie réalisé par Benoît Vreux.
- Les hommes racontent des histoires. Les acteurs sont des saints, Alternatives théâtrales no 27, "L'énergie aux limites du possible". - 1986.
- Sur la limite, Archives Groupov - 1984. Avec Eric Duyckaerts.
- Les ateliers "Ici / Maintenant", Archives Groupov - 1985.
- La pratique du Groupov, Alternatives théâtrales no 18 - 1984. Entretien avec Jacques Delcuvellerie réalisé par Benoît Vreux.
- La dette et l'intérêt (extraits), Archives Groupov - 1980.
- Sur l'urgence (extraits),  Archives Groupov - 1980.

## Audiovisuel
- 1976-1986 présentateur de l'émission "Vidéographies[14]" sur la RTBF (Radio-Télévision belge de la Communauté française).
- 1980-1982  réalisateur et animateur, le samedi matin, de Radio Titanic sur la Radio-Télévision belge de la Communauté française (RTBF) [15].